# Drängarna
Drängarna är en svensk musikgrupp (dansmusik) som grundades 1995 i Göteborg. Ursprungligen bestod gruppen av två av nuvarande medlemmar (Robert Åhlin och Olav Fossheim) samt "Peter i Österöd" (Peter Simson, då Dahlqvist) och "Lasse i Torp" (Lars McLachlan).

## Historia
Vill du bli min fru blev en stor succé 1995. Singeln sålde cirka 35 000 exemplar och albumet I Afton Logdans cirka 100 000. Andra populära stycken var bland annat Kung över ängarna, Du käre lille snickerbo, Jösses Lilla Flicka och Raggaren. 
Drängarna fälldes i det första fall av låtstöld som prövats i svensk domstol. Målet gällde bandets största hit Vill du bli min fru, där Högsta domstolen 2002 slog fast att en åtta takter lång fiolslinga var plagierad från 70-talsgruppen Landslagets Tala om vart du ska resa. Landslagets skivbolag EMI stämde Drängarnas skivbolag Regatta, som tvingades betala 65 000 kronor i skadestånd och 153 000 kronor i rättegångskostnader. Professorn i musikvetenskap Bengt Edlund kritiserade domen i sin bok "Riff inför rätta": han menar att grundförutsättningen för åtalet om plagiat borde ha underkänts eftersom det inte fanns konkreta bevis, utan bara tyckande.

## Medlemmar
Nuvarande medlemmar
- "Sunna-Robert" (Robert Åhlin) – sång, fiol (1995–idag)
- "Olav i Fossen" (Olav Fossheim) – sång, dragspel (1995–idag)
- "Starke Mange" (Magnus Olsson) – sång, gitarr (2012–idag)
- Fredrik Engman - trummor

Tidigare medlemmar
- "Peter i Österöd" (Peter Simson, tidigare Dahlqvist) – sång (1995–1997)
- "Lasse i Torp" (Lars McLachlan) – fiol (1995–2003)
- "Johan i Backen" (Johan Sahlén) – sång (1997–2012)
- "Trygga Räkan" (Anders Wigelius) - sång, trummor (2019-2021)

## Diskografi
Studioalbum
- I Afton Logdans (1995)
- I afton Juldans (1995)
- Fint vettö (1996)
- Allt är som förut (1997)
- Släpp Pigorna Loss... (2000)
- Himlen kan vänta (2006)
- Välkommen till Drängaland (2011)
- Vilket Hålligång! (2016)

Singlar
- "Du Käre Lille Snickerbo" (1995)
- "Vintermorgon" / "Jag Fångade En Räv" (1995)
- "Vill Du Bli Min Fru" (maxi-singel, 1995)
- "Drängens Dröm" (maxi-singel, 1996)
- "Sanningen" (maxi-singel, 1996)
- "Kung Över Ängarna" (maxi-singel, 1996)
- "Till Sommaren" (maxi-singel, 1996)
- "Samma Luft" (1997)
- "Fibbanbrud" / "Gå i Skogen" (1997)
- "Sol, Vind & Vatten" (1998)
- "Vår julskinka har rymt" / "Jag Fångade En Räv" (1998)
- "Kom Och Ta Mig" (1998)
- "Jag Börjar På Måndag" (2002)
- "Plattan I Mattan" (2013)
- "Kungen av Afterski" (2013)
- "Så som bara den" (2015)
- "Sex & Rock´n Roll" (2015)
- "Dan Före Dopparedan" (2015)
- "Iskall öl & Captain Morgan" (2017)
- ” Varför vill du inte ha mig” (2017)
- "Dansa Naken" (2018)
- "Piga & Dräng" (2020)  Melodifestivalen 2020

Samlingsalbum
- En skitbra samling 1995-1998 (1998)
- Greatest Hits (2004)